# Regina Jacobs
Regina Jacobs, född den 28 augusti 1963 i Los Angeles, är en amerikansk före detta friidrottare som tävlade i medeldistanslöpning.
Jacobs första internationella mästerskap var VM 1987 i Rom där hon blev utslagen i kvalet på 1 500 meter. Hon deltog även vid Olympiska sommarspelen 1988 i Seoul där hon inte tog sig vidare till finalen. Fyra år senare var hon med vid Olympiska sommarspelen i Barcelona men även här slogs hon ut i semifinalen. 
Hennes stora genombrott kom när hon vann guld vid inomhus VM 1995 i Barcelona på 1 500 meter på tiden 4.12,61. Året efter deltog hon vid Olympiska sommarspelen 1996 i Atlanta där hon tog sig vidare till finalen men hennes 4.07,21 placerade henne på tionde plats.
En stor framgång för henne kom vid VM 1997 i Aten där hon slutade tvåa. Hennes tid 4.04,63 var bara 39 hundradelar från segraren Carla Sacramentos. 
Under 1999 blev hon först bronsmedaljör vid VM inomhus på 3 000 meter och utomhus försvarade hon sitt silver vid VM i Sevilla. Hennes tid i finalen, 4.00,35 blev hennes personliga rekord utomhus. Den enda som slog henne var ryskan Svetlana Masterkova. 
Efter att varit borta ett tag från de stora mästerskapen vann hon, som 39-åring VM-guld inomhus 2003 på 1 500 meter, på tiden 4.01,67. En månad tidigare hade hon även satt världsrekord på 1 500 meter inomhus när hon som första kvinna sprang under 4 minuter inomhus. Rekordet lyder på 3.59,98. Utomhus deltog hon vid VM i Paris där hon blev utslagen i semifinalen.
Senare under året visade det sig att Jacob hade dopat sig via BALCO och hon stängdes av i fyra år från allt tävlande.